# Мінобе Кадзуясу
Кадзуясу Мінобе (яп. 見延 和靖, нар. 15 липня 1987) — японський фехтувальник на шпагах, олімпійський чемпіон 2020 року.

## Виступи на Олімпіадах
| Олімпіада           | Дисципліна          | Місце |
| ------------------- | ------------------- | ----- |
| Ріо-де-Жанейро 2016 | індивідуальна шпага | 6     |
| Токіо 2020          | індивідуальна шпага | 10    |
| Токіо 2020          | командна шпага      | 1     |
| Париж 2024          | індивідуальна шпага | 12    |
| Париж 2024          | командна шпага      | 2     |